# Henri-Paul Korchia
Henri-Paul Korchia est un réalisateur français né le 9 février 1960 à Oran.

## Biographie
Ancien élève de l'École nationale supérieure Louis-Lumière (promotion « Cinéma » 1984), Henri-Paul Korchia a réalisé plusieurs courts métrages, des documentaires, ainsi que des films pour diverses entreprises.
Son premier long métrage, Une histoire d'amour à la con, est sorti en 1996.
Henri-Paul Korchia est également comédien et formateur.

## Filmographie

### Courts métrages
- 1984 : Derrière la tête
- 1985 : La Route et la déroute (Grand prix au Festival du film de Sarlat 1987)
- 1986 : Un garçon et une fille (histoire d'amour)
- 1987 : La Troisième Solution
- 1988 : J'aime rien (Prix Canal+ au Festival du film d'humour de Chamrousse 1989)
- 1990 : Lapin ascendant pigeon (Salamandre d'or au Festival du film de Sarlat 1989)
- 1990 : Max le voyou
- 1992 : Sexe féminin
- 1995 : Légitime défense
- 1995 : J'aime rien
- 1995 : Le Match de ma vie
- 1999 : Oiseau de malheur
- 1999 : Chienne de vie (épisode de Scénarios sur la drogue)
- 2001 : La véritable histoire de Nono Caneton
- 2014 : Le Temps retrouvé
- 2015 : Mystère et boule de gomme
- 2016 : Anatole
- 2018 : Les deux visiteurs venus d'ailleurs
- 2022 : Pyjama, parapluie et autres fadaises
- 2023 : Rendez-vous au café des Artistes
- 2024 : Pépère (ou les tueurs en série sont démodés)
- 2024 : Loulou la Louloute
- 2025 : Max le voyou

### Long métrage
- 1996 : Une histoire d'amour à la con